# Słończ

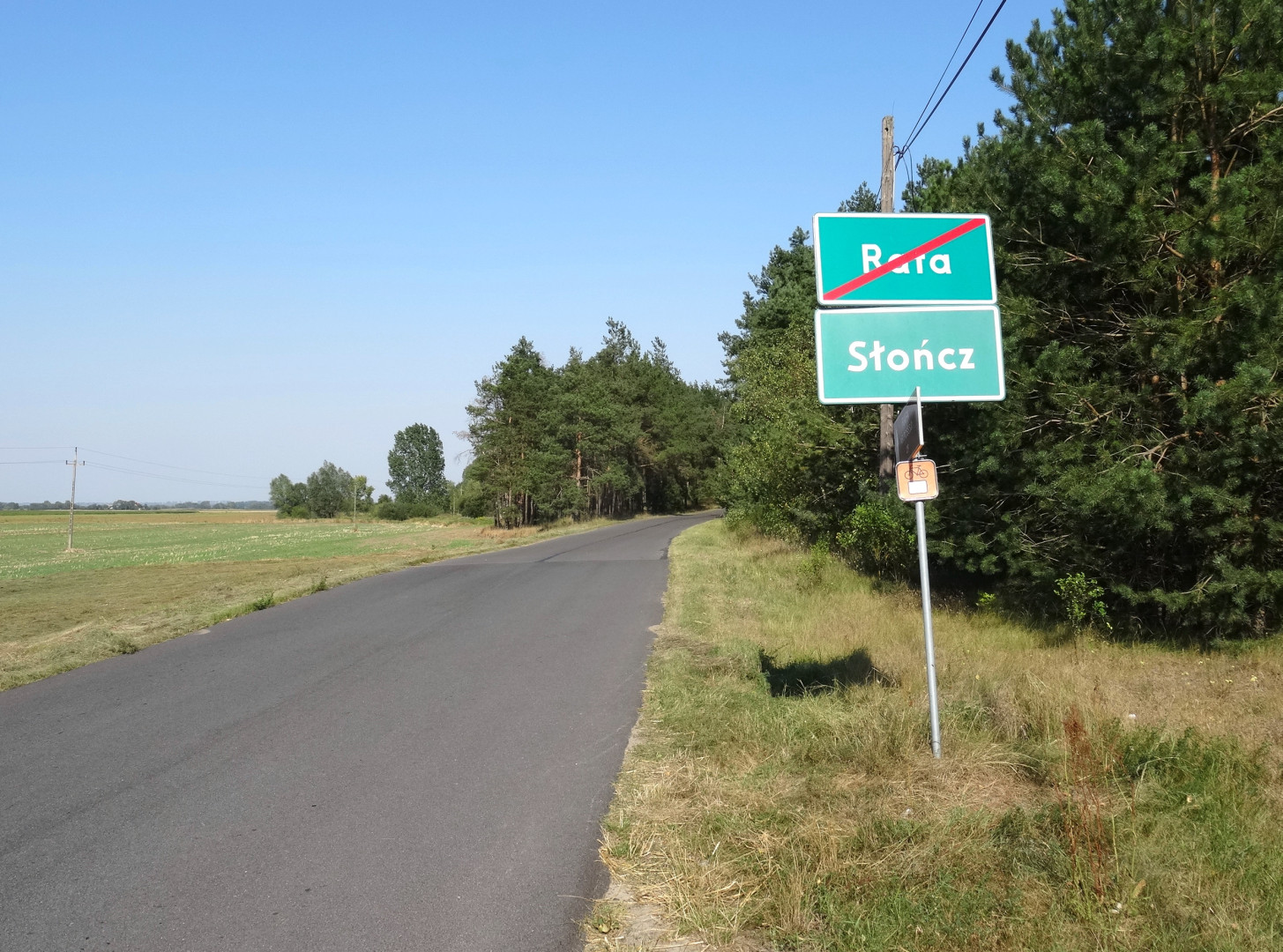
Droga wiodąca z Rafy do Słończa

Słończ – wieś niesołecka w Polsce, położona w województwie kujawsko-pomorskim, w powiecie bydgoskim, w gminie Dąbrowa Chełmińska. W latach 1975–1998 miejscowość administracyjnie należała do województwa bydgoskiego.

## Położenie
Miejscowość położona jest w gminie Dąbrowa Chełmińska, powiecie bydgoskim, na historycznej Ziemi Chełmińskiej. Wieś położona jest na wysoczyźnie morenowej w zachodniej części Wysoczyzny Chełmińskiej, na krawędzi zbocza Doliny Dolnej Wisły. W otoczeni wsi wysoczyzna urozmaicona jest kemami oraz licznymi formami wklęsłymi, wytopiskowymi lodowca, zajętymi przez niewielkie oczka wodne, bądź torfowiska.

## Nazwa
Miejscowość występowała w dokumentach XV-wiecznych pod nazwami: Slontcz, Slunyecz.

## Charakterystyka

### Demografia
Według Narodowego Spisu Powszechnego (III 2011 r.) liczył 95 mieszkańców. Jest czternastą co do wielkości miejscowością gminy Dąbrowa Chełmińska.

### Przyroda i rekreacja
Wieś położona jest na obszarze o godnych uwagi walorach przyrodniczych. Jest otoczona dużym kompleksem leśnym. Na zachód od wsi w obniżeniu terenu leży użytek ekologiczny – śródleśne jezioro Skrzynka, a w pewnym oddaleniu cztery rezerwaty przyrody: Las Mariański, Wielka Kępa Ostromecka, Linje oraz Reptowo, które chronią siedliska związane z doliną Wisły: łęgi, grądy i bory mieszane, torfowiska i stanowisko lęgowe czapli siwej. W 2003 wieś włączono w obszar Zespołu Parków Krajobrazowych Chełmińskiego i Nadwiślańskiego.

### Archeologia
We wsi znajduje się cmentarzysko kultury łużyckiej badane na większą skalę w latach 1931,1936 i 1964.

## Historia
Pierwsza wzmianka o wsi Słończ pochodzi z 1480 roku. Ówczesnym jej właścicielem był m.in. Hans Mollner z Torunia, który posiadał również majątek w Czarżu. Z 1484 roku pochodzi akt króla polskiego Kazimierza Jagiellończyka, który zezwolił Klemensowi Wolskiemu ze Stablewic wykupić w Słończu sołectwo i 12 łanów z rąk Bartosza Flonella z Torunia. Następnymi właścicielami wsi byli Działyńscy, którzy na początku XVII wieku nabyli okoliczne osady. W 1602 roku wybudowali w Gzinie dwór i włączyli do klucza także Słończ. W 1667 przekazali część ziemi olędrom w czasową dzierżawę. Koloniści holenderscy posiadali wolność osobistą i za prawo do użytkowania ziemi płacili roczny czynsz. Po Działyńskich właścicielami wsi byli: Zamoyscy, Czapscy, Nieborowski, Potocki, Radziwiłł, Stanisław Małachowski, Twarowski, a później kilka rodzin szlachty pruskiej. W 1883 roku całość gruntów szlacheckich rozparcelowano. W 1885 cała wieś zajmowała 726 ha. Mieszkało tu 48 rolników gospodarujących w 264 obiektach na obszarze 415 ha. Istniał ponadto majątek należący do parafii w Czarżu o powierzchni 201 ha. Dawny podział własności obejmował następujące części wsi:
- Słończ Szlachecki – część wsi należąca do majątku szlacheckiego w Gzinie, od 1839 roku parcelowana i sprzedawana na rzecz prywatnych właścicieli;
- Słończ Królewski – część wsi należąca do domeny państwowej, rozparcelowana w XIX w.
- Słończ Pieński – obejmował majątek należący do folwarku w Pniu (później włączony do wsi Pień)
- Słończ Pastwisko – łąki nadwiślańskie, gdzie istniało 10 gospodarstw
- Słończ Parafialny – majątek należący od XVII w. do parafii w Czarżu, obejmował łąki nadwiślańskie okresowo zalewane przez rzekę, grunty orne i las; od 1638 wydzierżawiany był olędrom; w 1883 roku majątek obejmował 220 ha, a w 1921 - 179 ha
- Słończ Wieś.

Późniejsze nazewnictwo wsi dzieliło ją ze względu na położenie: Słończ Dolny, Średni i Górny. Według spisu ludności z 1921 roku w Słończu istniało 36 budynków, w których zamieszkiwało 197 osób, w tym 110 Polaków i 87 Niemców.